# Samo milijon nas je
»Samo milijon nas je« je skladba skupine Agropop iz leta 1987. Avtor glasbe je Aleš Klinar, besedila pa Polde Poljanšek. Za njen meteorski vzpon je zaslužen Tomo Pirc, ki jo je intenzivno vrtel in promoviral na radiu.
Navdih za to skladbo je bila »Slovenska pesem«, ki jo je med 2. svetovno vojno v znak upora, napisal Karel Destovnik - Kajuh. V njej se pojavi verz 'Samo milijon nas je', po katerem je skladba dobila ime.

## Snemanje
Producenta sta Aleš Klinar in Polde Poljanšek. Snemalo se je v studiu Metro. Skladba je bila jeseni 1987 izdana na albumu Za domovino z Agropopom naprejǃ pri ZKP RTV Ljubljana na kaseti in na veliki vinilni plošči.

### Produkcija
- Aleš Klinar – glasba, producent
- Polde Poljanšek – besedilo, aranžma, producent
- Iztok Černe – tonski snemalec

### Studijska izvedba
- Aleš Klinar – vokal
- Polde Poljanšek – saksofon, kitara
- Urban Centa – bas kitara
- Dragan Trivič – bobni

#### Klinar o vplivu skladbe na osamosvojitev
"Nismo načrtovali tega, kar se je zgodilo s pesmijo »Samo milijon nas je«. Da bi ironična skupina tako pomembno prispevala pri ozaveščanju Slovencev za osamosvojitev, si res ni bilo misliti. Ko smo posneli to skladbo, jo je zdaj že pokojni Tomo Pirc začel poskusno vrteti na radiu. Nastala je velika uspešnica. Album »Za domovino z Agropopom naprej!« smo nato leta 1987 promovirali z velikim koncertom v Hali Tivoli (22. december), ki je bila do takrat skorajda povsem rezervirana za tuja glasbena imena. Ljudje so prišli na koncert s slovenskimi zastavami. Vse skupaj je bilo že napol zborovanje."

## Perpetuum Jazzile
Leta 2018 je vokalna zasedba Perpetuum Jazzile izdala priredbo te skladbe ob njeni 30-obletnici in za njo posnela tudi videospot, ki ga je režiral Perica Rai.

## Slo Band Aid
»Samo milijon nas je 2021« je priredba zasedbe Slo Band Aid (prvi del projekta) od skladbe iz leta 1987. Posneta je bila na pobudo Aleša Klinarja, v čast ob praznovanju 30. obletnice samostojne Slovenije.

### Dobrodelna nota
V načrtu je tudi izdaja singel zgoščenke skupaj s skladbo »Svobodno sonce 2021«, ves izkupiček od prodaje pa bo šel Zvezi prijateljev mladine za brezplačne počitnice na morju.

### Snemanje
Snemanje, na katerem je sodelovalo 17 različnih izvajalcev, je v večini potekalo v studiu Metro (Bunker), le kitare je Zuljan posnel v svojem studiu v Novi Gorici. Snemalca sta bila Miha Gorše in Marko Bojičić.

### Produkcija
- Aleš Klinar – glasba, aranžma, producent
- Polde Poljanšek – besedilo (glavno)
- France Prešeren – besedilo (4. kitica Zdravljice, rap)
- Miha Gorše – tonski snemalec
- Marko Bojičić – tonski snemalec

### Studijska izvedba
»Edinost, sreča, sprava, k nam naj nazaj se vrnejo;
 otrók, kar ima Slava, vsi naj si v róke sežejo, de
 oblast in z njo čast, ko préd, spet naša boste last!«

- Bor Zuljan – ritem, solo kitara
- Cveto Polak – bas kitara
- Jure Doles – bobni
- Aleš Klinar – vokal
- Matjaž Zupan – vokal
- Sergej Škofljanec – vokal
- Vlado Poredoš – vokal
- Urška Majdič – vokal
- Raiven – vokal
- Simon Vadnjal – vokal
- Matjaž Jelen – vokal
- Manca Trampuš – vokal
- Mare Novak – vokal
- Karmen Klinc – vokal
- Rok Terkaj – rap
- Rok Ahačevčič – vokal
- Renata Mohorič – vokal

### Videospot
9. maja 2021 je v razvedrilni oddaji Vikend paket premierno izšel videospot, ki ga je v produkciji RTV Slovenija režiral Jaka Krivec. Snemali so na treh lokacijah v Ljubljani: streha stolpnice Delo, Prešernov trg in Slovenska cesta.
4. maja 2021 so objavili še 40-minutni video oziroma dokumentarec iz zakulisja snemanja videospota, tako imenovani Making Of.